# The Hour
The Hour es una serie de televisión emitida a través de BBC Two desde julio de 2011 hasta diciembre de 2012. Este drama histórico se centra en un magacín televisivo ficticio estrenado en BBC en junio de 1956, durante los acontecimientos de la revolución húngara y la guerra del Sinaí. Está protagonizada por Ben Whishaw, Dominic West, y Romola Garai. El elenco cuenta también con los intérpretes secundarios Tim Pigott-Smith, Juliet Stevenson, Burn Gorman, Anton Lesser, Anna Chancellor, Julian Rhind-Tutt, y Oona Chaplin. The Hour fue escrita y creada por Abi Morgan (a cargo también de la producción ejecutiva junto a Jane Featherstone y Derek Wax).
La serie se estrenó en BBC Two y BBC HD el 19 de julio de 2011, emitiéndose los martes a las 9 p. m. (hora británica). Cada episodio tiene una duración de 60 minutos (aprox.), con Ruth Kenley-Letts como productora y Coky Giedroyc como director principal. The Hour está producida por Kudos Film and Television.
Tras la emisión del último capítulo de su primera temporada, se anunció su renovación por una segunda entrega, coproducida esta vez por BBC America. La segunda temporada se estrenó en el Reino Unido el 14 de noviembre de 2012 y el 28 de noviembre en Estados Unidos.
El 12 de febrero de 2013 la serie fue cancelada por la BBC.

## Elenco principal
- Ben Whishaw como Freddie Lyon, periodista y copresentador de The Hour
- Dominic West como Hector Madden, copresentador de The Hour
- Romola Garai como Bel Rowley, productora de The Hour
- Anton Lesser como Clarence Fendley (1 temporada)
- Julian Rhind-Tutt como Angus McCain, oficial de enlace con la prensa, jefe de Prensa para el primer ministro
- Joshua McGuire como Isaac Wengrow
- Lisa Greenwood como Sissy Cooper
- Anna Chancellor como Lix Storm, periodista y jefa de edición internacional de The Hour
- Oona Castilla Chaplin como Marnie Madden, esposa de Hector Madden
- Peter Capaldi como Randall Brown (2.ª temporada), Jefe de Noticias para The Hour
- Burn Gorman como Thomas Kish (1.ª temporada)
- Juliet Stevenson como Lady Elms (1.ª temporada)
- Tim Pigott-Smith como Lord Elms (1.ª temporada)
- Andrew Scott como Adam Le Ray (1.ª temporada)
- Adetomiwa Edun como Sey Ola, novio de Sissy Cooper y doctor
- Lizzie Brocheré como Camille Mettier (2.ª temporada)

## Lista de episodios
Hasta el 13 de diciembre de 2012, se han emitido un total de 12 episodios.

### Temporada 1: 2011
| N.º | # | Título      | Director(es)   | Guionista(s) | Fecha de estreno     | Audiencia (millones) |
| --- | - | ----------- | -------------- | ------------ | -------------------- | -------------------- |
| 1   | 1 | «Episode 1» | Coky Giedroyc  | Abi Morgan   | 19 de julio de 2011  | 2,99                 |
| 2   | 2 | «Episode 2» | Coky Giedroyc  | Abi Morgan   | 26 de julio de 2011  | 2,02                 |
| 3   | 3 | «Episode 3» | Harry Bradbeer | Abi Morgan   | 2 de agosto de 2011  | 1,92                 |
| 4   | 4 | «Episode 4» | Harry Bradbeer | Abi Morgan   | 9 de agosto de 2011  | 1,86                 |
| 5   | 5 | «Episode 5» | Jamie Payne    | Abi Morgan   | 16 de agosto de 2011 | 1,67                 |
| 6   | 6 | «Episode 6» | Jamie Payne    | Abi Morgan   | 23 de agosto de 2011 | 1,86                 |

### Temporada 2: 2012
| N.º | # | Título      | Director(es)       | Guionista(s)  | Fecha de estreno        | Audiencia (millones) |
| --- | - | ----------- | ------------------ | ------------- | ----------------------- | -------------------- |
| 7   | 1 | «Episode 1» | Sandra Goldbacher  | Abi Morgan    | 14 de noviembre de 2012 | 1,68                 |
| 8   | 2 | «Episode 2» | Sandra Goldbacher  | Abi Morgan    | 21 de noviembre de 2012 | 1,12                 |
| 9   | 3 | «Episode 3» | Catherine Morshead | Nicole Taylor | 28 de noviembre de 2012 | 1,06                 |
| 10  | 4 | «Episode 4» | Catherine Morshead | George Kay    | 5 de diciembre de 2012  | 1,27                 |
| 11  | 5 | «Episode 5» | Jamie Payne        | Abi Morgan    | 12 de diciembre de 2012 | 1,14                 |
| 12  | 6 | «Episode 6» | Jamie Payne        | Abi Morgan    | 13 de diciembre de 2012 | 1,17                 |

## Cancelación
La BBC canceló oficialmente la serie el 12 de febrero de 2013. La cadena declaró al respecto: "Amábamos la serie, pero tuvimos que tomar decisiones difíciles para seguir con nuevas series".
La BBC puntualizó que, a pesar de las buenas críticas logradas, sus audiencias eran bajas y, por tanto, no se justificaba una tercera temporada. La segunda temporada solo logró una media de 1,24 millones de espectadores por episodio, casi la mitad que la primera (2,02 millones). En BBC2, los programas que se emiten en  primetime suelen necesitar para su renovación una media de audiencia de 1,75 millones como mínimo.
Los productores se mostraron molestos al conocer la cancelación de la serie, puesto que ya tenían planes para la tercera temporada.